# Saint-Martin-en-Campagne

Saint-Martin-en-Campagne este o comună în departamentul Seine-Maritime, Franța. În 1 ianuarie 2018 avea o populație de 1.231 de locuitori.